# Distretto di Cumayeri
Il distretto di Cumayeri (in turco Cumayeri ilçesi) è uno dei distretti della provincia di Düzce, in Turchia.